# 比布里
比布里（法語：Bubry，法語發音：[bybʁi]）是法国莫尔比昂省的一个市镇，位于该省西部，属于洛里昂区。

## 地理
比布里（47°57'49"N, 3°10'23"W）面积69.09 平方千米，位于法国布列塔尼大區莫尔比昂省，该省份为法国西北部沿海省份，位于布列塔尼半岛南部，北起阿摩尔滨海省、西接菲尼斯泰尔省，南濒大西洋，东南接大西洋卢瓦尔省，东临伊勒-维莱讷省。
与比布里接壤的市镇（或旧市镇、城区）包括：洛克马洛、盖恩、梅尔朗、基斯蒂尼克、朗沃当、安吉涅勒、佩尔斯肯。

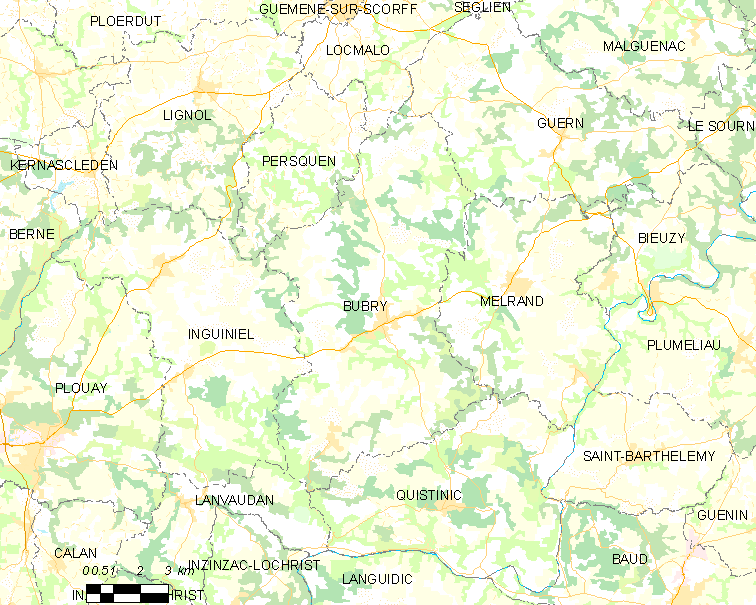
比布里的OSM定位图

比布里的时区为UTC+01:00、UTC+02:00（夏令时）。

## 行政
比布里的邮政编码为56310，INSEE市镇编码为56026。

## 政治
比布里所属的省级选区为吉代勒县。

## 人口

1962-2008年间比布里人口变化图示

比布里于2022年1月1日时的人口数量为2262人。